# بوينغ أكس بي-55
طائرة بوينغ أكس بي-55 (XB-55) كانت طائرة مقترحة من شركة بوينغ صممت لتكون قاذفة إستراتيجية.بديلة لطائرة بي-47 الإستراتيجية لخدمة القوات الجوية للولايات المتحدة (السلاح الجوي الأميركي).

## المواصفات
البيانات من Air Force Museum Fact Sheet
الخصائص العامة
- طاقم: ten
- طول: 118 قدم 11 بوصة (36.25 م)
- باع الجناح: 135 قدم 0 بوصة (41.15 م)
- ارتفاع: 33 قدم 8 بوصة (10.26 م)
- الوزن الإجمالي: 153,000 رطل (69,400 كـغ)
- وزن الإقلاع الأقصى: 168,000 رطل (76,204 كـغ)
- محركات: 4 × Allison T40A-2 coupled turboprop engines, 5,600 حصان (4,200 كـو)  الواحد

أداء
- السرعة القصوى: 426 عقدة (490 ميل/س؛ 789 كم/س)
- سرعة العبور: 391 عقدة (450 ميل/س؛ 724 كم/س)
- مدى: 4,350 nmi (5,006 ميل؛ 8,056 كـم)
- سقف الخدمة: 42,000 قدم (13,000 م)

تسليح

- مدفع رشاش: 10× 20 mm (.79 in) cannons
- القنابل: 24,000 lb (10,900 kg) bombs

## للإستزادة
- بوينغ بي-47 ستراتوجت
- قائمة قاذفات القنابل
- قائمة طائرات الولايات المتحدة الأمريكية الحربية
- بي-52 ستراتوفورتريس